# Mandy Powers Norrell
Mandy Powers Norrell (Lancaster, Carolina del Sur, 12 de julio de 1973) es una abogada y política estadounidense. Afiliada al Partido Demócrata, entre 2012 y 2020 fue miembro de la Cámara de Representantes de Carolina del Sur por el 44.º distrito.

## Primeros años y educación
Mandy Powers nació el 12 de julio de 1973 en Lancaster, Carolina del Sur, siendo hija de Carl y Beverly Powers.
Se graduó cum laude con un B.A. de la Universidad de Furman en 1995. Recibió su título de Juris Doctor de la Facultad de Derecho de la Universidad de Carolina del Sur en 1997, de la cual también se graduó cum laude.

## Carrera
Ha ejercido como abogada desde 1997, y es socia de Norrell and Powers Norrell.

### Cámara de Representantes de Carolina del Sur
Norrell fue elegida para la Cámara de Representantes de Carolina del Sur el 6 de noviembre de 2012 como sucesora de James M. Neal. Tomó posesión del cargo el 4 de diciembre de 2012.

## Controversia
Después del juego Army-Navy, el 14 de diciembre de 2019, Norrell envió un tuit acusando a los jugadores de hacer gestos con las manos de “poder blanco”. Funcionarios de la Academia Militar de los Estados Unidos y la Academia Naval de los Estados Unidos investigaron el incidente y absolvieron a los cadetes y guardiamarinas acusados de irregularidades. Norrell borró el tuit y se disculpó.

## Vida personal
Contrajo matrimonio con el abogado Mitchell A. Norrell el 18 de marzo de 1995. El matrimonio tiene dos hijos: Powers Thaddeus Norrell y Emma Ross Isabella Norrell. Es miembro de la Primera Iglesia Bautista en Lancaster.

## Resultados electorales

### Cámara de Representantes de Carolina del Sur
|  | 56.84 % |

|  | 100 % |

|  | 93.32 % |

|  | 44.71 % |

### Vicegobernadora de Carolina del Sur
|  | 61.81 % |

|  | 45.92 % |